# AS 23 Sofia
AS 23 Sofia (bułg. АС-23 (София)) – bułgarski klub piłkarski, mający siedzibę w stolicy kraju, mieście Sofia, działający w latach 1923–1944.

## Historia
Chronologia nazw:
- 1923: AS 23 Sofia (bułg. АС-23 (София)) – po fuzji klubów OSK (Sofia), Sława (Sofia) i Atletik (Sofia)
- 1944: klub rozwiązano – po fuzji z Szipka-Pobeda Sofia i Spartak Podujane, tworząc nowy klub Czawdar Sofia

Klub piłkarski AS 23 został założony w Sofii 28 października 1923 roku w wyniku połączenia klubów OSK (Sofia), Sława (Sofia) i Atletik (Sofia). Decyzja nastąpiła po tym jak klub Atletik po raz drugi otrzymał wypowiedzenie boiska, które wynajmował od Lewskiego, i postanowił poszukać sposobu na zjednoczenie się z innym klubem, który już ma boisko. Początkowo Atletik chciał, aby nowo utworzony klub nazywał się Oficerskim Sportowym Klubem Atletik, a OSK Sława oferował nazwę Oficerski Sportowy Klub Asparuch. Ostatecznie postanowiono zachować nazwy trzech drużyn, nowa nazwa drużyny brzmiała Oficerski Sportowy Klub Atletik-Sława 23. Pierwszym prezesem klubu został podpułkownik Nikoła Karagiozow. 19 maja 1925 klub został zatwierdzony przez Ministerstwo Spraw Wewnętrznych i Zdrowia Publicznego.
Pierwsze mistrzostwa Bułgarskiego Związku Piłki Nożnej miały zostać rozegrane w 1924 roku, jednak ze względu na różnice między zespołami w półfinałach rozgrywki nie zostały zakończone, a zwycięzca nie został wyłoniony. Dopiero od 1925 są rozgrywane mistrzostwa systemem pucharowym, do których kwalifikowały się zwycięzcy regionalnych oddziałów. Zespół uczestniczył w pierwszej dywizji Sofii, i dopiero w 1931 jako mistrz Sofii zakwalifikował się do turnieju finałowego. W finałowej części mistrzostw klub wygrał 5:0 z Etyrem Tyrnowo w 1/8 finału, pokonał 7:0 Sława Jamboł w ćwierćfinale i dzięki losowaniu w półfinale (awans do następnej rundy bez gry) zakwalifikował się bezpośrednio do finału. Jednak kierownictwo Szipczenskiego Sokoła złożyło skargę, którą Bułgarski Związek Piłki Nożnej przyjął i wysłał klub z Warny do finału w miejsce AS 23, a AS 23 musiało zagrać w półfinale z Napredakiem Ruse (mecz zakończył się zwycięstwem 3:1). Finał został rozegrany 13 września 1931 na stadionie Junak w Sofii. AS 23 objął prowadzenie 1:0 w drugiej minucie, ale Sokoły pod koniec połowy wyszli na prowadzenie 2:1. Na 17 minut przed końcem meczu zawodnik AS 23 Borisław Gabrowski bardzo ostro wszedł pod nogi zawodnika Szipczenskiego Sokoła, w wyniku czego ten musiał zejść z boiska (zmiany piłkarzy w tym czasie nie były dozwolone). Szipczenski Sokoł zażądał usunięcia z boiska Gabrowskiego, ale sędzia pozwolił mu kontynuować grę, wznak protestu piłkarze z Warny opuścili boisko. Wynik meczu został oficjalnie uznany na korzyść AS 23 przez walkower (3:0), czyniąc klub mistrzami Bułgarii.
W następnych sezonach klub nie potrafił przebrnąć przez sito eliminacji do turnieju finałowego o tytuł mistrza kraju. W 1937 roku po reorganizacji systemu lig rozpoczęto rozgrywać turniej ligowy. W sezonie 1938/39 zespół debiutował w Nacionałnej futbołnej diwizii, zajmując wysokie 4.miejsce. W następnym sezonie 1939/40 znów był na czwartej pozycji w lidze. W sezonie 1940/41 część zawodników została zmobilizowana do wojska, a zespół zajął piąte miejsce w pierwszej dywizji Sofii. Mimo problemów w 1941 roku klub zdobył Puchar Bułgarii, który nosił wówczas nazwę Pucharu Cara, wygrywając w finale z Napredakiem Ruse z wynikiem 4:2. Latem 1944 klub ponownie został mistrzem Sofii i startował w turnieju finałowym o mistrzostwo Bułgarii ale odpadł już w pierwszej rundzie, przegrywając 1:3 i 1:7 z Benkowski Sofia.
Klub istniał samodzielnie do 9 listopada 1944 roku, a potem połączył się z klubami Szipka-Pobeda Sofia (związek zjednoczony w październiku 1944) oraz Spartak Podujane (związek drużyn zjednoczony 11 października 1944) i został rozwiązany. W wyniku fuzji powstał nowy klub o nazwie Czawdar Sofia.

## Barwy klubowe, strój, herb, hymn
|  |  |

Klub ma barwy biało-czarne. Piłkarze domowe spotkania zazwyczaj grają w białych koszulkach, czarnych spodenkach oraz czarnych getrach.

## Sukcesy

### Trofea międzynarodowe
Do chwili obecnej klub jeszcze nigdy nie zakwalifikował się do rozgrywek europejskich.

### Trofea krajowe
| \| \| Zdobyte trofea w rozgrywkach Bułgarii (stan na: 31-05-2021) \| |                                                             |      |          |
| Rozgrywki                                                            | Osiągnięcie                                                 | Razy | Sezon(y) |
| · Mistrzostwo                                                        | I miejsce                                                   | 1    | 1931     |
| · Mistrzostwo                                                        | II miejsce                                                  | 0    |          |
| · Mistrzostwo                                                        | III miejsce                                                 | 0    |          |
| Puchar                                                               | zdobywca                                                    | 1    | 1941     |
| Puchar                                                               | finalista                                                   | 0    |          |
| II liga                                                              | I miejsce                                                   | 0    |          |
| II liga                                                              | II miejsce                                                  | 0    |          |
| II liga                                                              | III miejsce                                                 | 0    |          |
| Bułgaria                                                             | Zdobyte trofea w rozgrywkach Bułgarii (stan na: 31-05-2021) |      |          |

- Sofijska Pyrwa diwizia:
  - mistrz (2): 1931, 1944

- Puchar "Ułpia Serdika":
  - zdobywca (1): 1933

## Poszczególne sezony

### Rozgrywki międzynarodowe

#### Europejskie puchary
Nie uczestniczył w rozgrywkach europejskich.

### Rozgrywki krajowe
| \| Bułgaria \| Bilans występów klubu w rozgrywkach piłkarskich Bułgarii (Stan na 31 maja 2021 r.) \| \| |                                                                                    |        |       |   |   |   |    |    |     |                       |        |        |      |
| Poziom                                                                                                  | Rozgrywki                                                                          | Sezony | Mecze | Z | R | P | B+ | B– | Pkt | Lata                  | Awanse | Spadki | Naj. |
| I | Nacionałna futbołna diwizija / Dyrżawno pyrwenstwo                                 | 4      |       |   |   |   |    |    |     | 1931, 1938–1940, 1944 | 0      | 2      | 1    |
| II | B RPG / Wtora PFG / Pyrwa PFL / B PFG / Wtora PFL                                  | 19     |       |   |   |   |    |    |     | 1923–1938, 1940–1944  | 2      | 0      | 1    |
| III | Treta amatorska futbołna liga                                                      | 0      |       |   |   |   |    |    |     |                       | 0      | 0      |      |
| IV | Obłastna futbołna liga                                                             | 0      |       |   |   |   |    |    |     |                       | 0      | 0      |      |
| | Puchar Bułgarii                                                                    | 1      |       |   |   |   |    |    |     | 1941                  | 0      | 0      | 1    |
| Bułgaria                                                                                                | Bilans występów klubu w rozgrywkach piłkarskich Bułgarii (Stan na 31 maja 2021 r.) |        |       |   |   |   |    |    |     |                       |        |        |      |

## Piłkarze, trenerzy, prezydenci i właściciele klubu

### Prezydenci
- 1925–1935: podpułkownik Nikoła Karagiozow
- 1935–1937: pułkownik Dimityr Ajranow
- 1937–1940: Stefan Tanew
- 1940–1941: Asen Dikow
- 1941–1942: Todor Zybow
- 1942–1944: generał dywizji Dimityr Ajranow

## Struktura klubu

### Stadion
Klub piłkarski rozgrywał swoje mecze domowe na stadionie AS 23 w Sofii, który może pomieścić 15.000 widzów. Boisko znajdowało się na terenie parku Borisowa gradina.

## Kibice i rywalizacja z innymi klubami

### Derby
- FK 13 Sofia
- Botew Sofia
- Lewski Sofia
- Sławia Sofia
- Sportist Sofia
- Szipka Sofia
- ŻSK Sofia